# 上佩尔什运河
上佩尔什运河（法語：Canal de Haute Perche，法語發音：[kanal də ot pɛʁʃ]），又称上佩尔什河（法語：Rivière de Haute-Perche），是法国卢瓦尔河地区大区大西洋卢瓦尔省雷地区的一条运河或河流。尽管名为“运河”，但其为天然河流稍加改造而成，以改善港口城市波尔尼克与内陆城镇滨海勒克利永、绍韦和雷地区阿尔通之间的航运。